# 이종민 (1987년)
이종민(李鍾民, 1987년 5월 21일 ~ )은 대한민국의 축구 선수로, 포지션은 미드필더이다.